# Orectogyrus monardi
Orectogyrus monardi is een keversoort uit de familie van schrijvertjes (Gyrinidae). De wetenschappelijke naam van de soort is voor het eerst geldig gepubliceerd in 1941 door Guignot.